# Scooby-Doo Mystery (SNES)
Scooby-Doo Mystery — компьютерная игра, разработанная Argonaut Software в 1995 году по мотивам мультсериала о приключенияx собаки Скуби-Ду и его друзей и изданная Acclaim.

## Игровой процесс
Игра представляет собой платформер с элементами логических игр. Уровни построены с применением двухмерной графики; в зависимости от локации используется вертикальный или горизонтальный скроллинг. На уровнях и в заставках в качестве музыкальных вставок применяется оригинальный саундтрек из мультсериала (таких как, например, «Шоу Скуби-Ду»).
Игровой процесс на каждом уровне делится на две стадии. Сначала необходимо собрать все «ключи» к разгадке тайны («экипировку» псевдо-призрака и элементы оборудования), затем соорудить из найденных предметов «ловушку», куда попадётся злодей, преследуя Шегги и Скуби.
Неигровые персонажи (Фред, Велма и Дафна) помогают героям в разгадке тайн. Фред может открыть проход далее по уровню (например, взорвать перегородку с помощью динамита, открыть дверь на электромагните и т. д.) и построить «ловушку» из найденных на уровне предметов. Когда персонажи находят очередную «улику», её нужно приносить Велме, чтобы получить информацию и бонус в 200 очков; также Велма может дать героям какой-либо предмет (например, ключ). За собранные «улики» можно получить коробку Скуби-печенья от Дафны; как и Велма, она может давать героям предметы, необходимые при прохождении.
Скуби может обнюхивать окружающие предметы в поисках улик, а также носить масляную лампу, используемую в затемнённых помещениях. Если отыскать банку с машинным маслом и заправить лампу, она будет светить ярче.
Персонажам противостоят разнообразные враги (например, крысы, моноциклы и скачущие тыквы), а на уровнях встречаются препятствия (пропасти, водные преграды, колючие ветви деревьев, падающие люстры и ульи с пчёлами). «Боссами» являются сами злодеи и их «подручные», которые внезапно возникают перед героями и начинают преследовать их; боссов можно «отпугивать» снарядами, но можно и просто убежать от них. Линейка жизни имеет вид пустой полоски, которая заполняется, когда Шегги и Скуби начинают бояться чего-либо; как правило, это происходит при контакте с противником, заполняющим полоску примерно на седьмую или восьмую часть. Падение с большой высоты так же наносит героям повреждения.
Полезные предметы в игре ограничены снарядами для метания в противников и пачками печенья. В зависимости от уровня во врагов можно метать жестяные банки, арбузы и камни (на уровне Spooky Shipwreck встречаются тележки, которые можно катить на противника), а печенье немного снижает уровень «страха».
На игровом интерфейсе можно наблюдать количество «жизней» и игровых очков, уровень здоровья и слоты с доступными полезными предметами. Игрок может увидеть своё местоположение и найти Фреда, Велму и Дафну на карте; также, после сбора всех «улик» показывается чертёж, на котором изображены составляющие механизма «ловушки» для монстра.
Уровни идут последовательно один за другим. Первый уровень немного легче остальных.
- Spooky Shipwreck — заброшенный корабль под названием Red Cyanis. Действие происходит в каютах корабля и на палубе. Во время прохождения локации на палубе следует внимательно следить за движущимися платформами, чтобы не упасть вниз во время прыжка. Среди противников — крысы и попугаи; их можно уничтожать с помощью тележки. Также на крыс можно набрасывать ведро, найденное на уровне, тем самым делая противника безобидным для персонажей. Босс уровня — призрак пирата; иногда злодей появляется перед героями и его можно «отогнать», используя тележку.
- Ha-ha-Carnival — парк развлечений, покинутый посетителями из-за появившегося там призрака клоуна. Представляет собой территорию с различными аттракционами; довольно разветвлённый уровень с множеством ходов и мини-локаций. Героям противостоят крысы, моноциклы и гигантские волки-оборотни, против которых можно использовать камни. Один из бонусных уровней находится в вагончике.
- Abandoned Ranch — заброшенная земля в болотистой местности. Герои ищут улики на ранчо с хижинами и магазином, а также в лесу. В лесу нужно быть осторожным — падение с деревьев может привести к потере жизни, поле с шипами лучше преодолеть на движущейся платформе. Кучи покрышек герои могут носить с собой и использовать как батут, чтобы добраться до недоступной возвышенности. Босс уровня — существо, состоящее из нефтяных продуктов; относительно быстро передвигается. Среди противников — тыквы, крысы и зомби; их можно уничтожать пустыми банками из-под колы и палками. Зомби, как и оборотни, немногочисленны и передвигаются достаточно медленно, и от них можно убежать.
- Blake’s Hotel — средневековый замок, принадлежащий тёте Дафны. После того, как там появился призрак вампира, владельцам сооружения пришлось покинуть его. Персонажи ищут «улики» в комнатах замка, в подземелье и в библиотеке. В библиотеке нужно отыскать несколько книг, чтобы добраться по гигантским стеллажам до входа под крышей. Следует остерегаться крыс и рыцарей в золотых доспехах. Последние неподвижно стоят у стены, а при приближении героев начинают их преследовать; от рыцарей нельзя убежать — они всегда передвигаются немного быстрее персонажей. Крыс можно «отвлекать» сыром.

В игре присутствуют также три мини-игры — два бонусных уровня и один подуровень. Бонусные уровни ограничены по времени. В одном из таких уровней необходимо, управляя Скуби, ловить различные продукты (которые Шегги выбрасывает из холодильника), складывая из них два огромный сэндвича; чем больше сэндвичи, тем больше очков и выше шанс получить дополнительную жизнь (за меньшее количество очков выдаётся пачка Скуби-печенья). На другом уровне Шегги играет в игру, напоминающую skill game, ударяя молотком по высовывающимся из трёх горшков персонажам-монстрам; здесь нужно следить за горшками, так как иногда вместо монстра может появиться дружественный персонаж, ударив которого, игрок теряет часть бонуса. При этом из горшков могут появляться бонусы, с помощью которых можно увеличить скорость удара (молоток с крыльями), прибавить 14 секунд к общему времени (часы) и на время остановить таймер (часы в кубике льда). В качестве бонуса выдаётся дополнительная жизнь или пачка печенья. Подуровень на уровне Ha Ha Carnival представляет собой винтовой жёлоб, по которому герои скатываются вниз; здесь необходимо перепрыгивать через шипастые булавы и подбирать коробки с печеньем.

## Оценки
Версия для SNES получила средние оценки критиков.
Положительные отзывы рецензентов сайта The Video Gane Critic касались графического оформления и музыкального сопровождения — в частности, критики отметили, что персонажи, фоны и саундтреки выполнены с сохранением стилистики оригинального мультсериала, добавив также, что дизайн персонажей находится на высоком уровне. Также рецензентам понравились управление и интерфейс: указывалось, что управлять движениями героев достаточно удобно, а интерфейс прост и доступен. Была отмечена некоторая «линейность» уровней, а также то, что локации на уровнях открываются по мере прохождения. Среди недостатков сайт выделил невнятную модель повреждений (то, что герои получают повреждения, заметно не всегда, — особенно в момент контакта с «обычным» противником) и сложность некоторых эпизодов (например, Ha-ha-Carnival, где игроку в начале уровня довольно трудно разобраться, в какую сторону следует двигаться). Фактор повторного прохождения (англ. Replay Value), по причине однообразия игрового процесса (герои от эпизода к эпизоду выполняют схожие действия), назван «невысоким», хотя было замечено, что встроенная система паролей позволяет не проходить уже выполненные уровни заново. Подводя итог, критики назвали игру «качественной» и по большинству параметров «похожей на оригинальный мультсериал» и поставили оценку B+ (что соответствует отметке «хорошо»), или 83 балла из 100.
Журнал neXGam поставил версии среднюю оценку — 5,3 баллов из 10. Рецензенты отметили, что головоломки в игре отличаются неравномерной сложностью, так что одни задачи оказываются очень лёгкими, а другие — относительно сложными. Игровой процесс был назван «скучным», поскольку игроку нужно выполнять одни и те же действия и перемещаться по большой карте, постоянно оказываясь в тех местах уровня, где он уже бывал по ходу игры. Отсутствие coop-режима было названо одним из самых существенных недостатков версии. Замечания касались и графики, в частности «угловатой» анимации персонажей и «тусклых» фонов (в особенности на уровне Spooky Shipwreck). Критикам также не понравилась музыка — отмечалось, что использование MIDI-интерфейса не идёт игре на пользу, а оригинальная звуковая дорожка выглядит «неубедительно». К этому было добавлено, что Scooby-Doo Mystery — одна из тех игр, которые на сегодняшний день, наряду с брендами, послужившими прообразом для их создания, неуклонно теряют популярность и «навсегда уходят в прошлое вместе с закатом эры консолей».
Сайт All Game Guide отметил, что основная концепция игры — поиск улик и последующая поимка монстра-преступника — выглядит интересной и поставил оценку 40 баллов из 100. Бонусные уровни и система головоломок получили положительные отзывы, но игровой процесс был назван «скучным» и «утомительным».
Информационное издание Total! оценило версию ниже среднего — в 3,75 баллов из 6, выделив среди недостатков некачественное музыкальное сопровождение и плохую прорисовку героев и уровней.
Журнал GamePro поставил игре оценку 3 балла из 5. Критикам понравилось графическое оформление — в частности, предметное окружение на уровнях, прорисовка персонажей и монстров. Положительную реакцию вызвал также качественный перенос персонажей франшизы в пространство игры, отмечалось, что версия полностью сохранила тематику прототипа. Смешанные отзывы получило музыкальное сопровождение: по мнению рецензентов, в игре представлено малое количество композиций из оригинала, а музыка на уровнях зациклена (при том что каждый музыкальный сегмент имеет малую продолжительность). Указывалось также, что, хотя решение многочисленных головоломок не совсем «подходит» для игры жанра платформер, а в геймплее заметен недостаток action-составляющей, игра остаётся довольно «интересной».